# Olympische Winterspiele 2014/Teilnehmer (Kanada)
| Gelbes Symbol für Goldmedaillen mit stilisierten Olympischen Ringen | Graues Symbol für Silbermedaillen mit stilisierten Olympischen Ringen | Braundes Symbol für Bronzemedaillen mit stilisierten Olympischen Ringen |
| ------------------------------------------------------------------- | --------------------------------------------------------------------- | ----------------------------------------------------------------------- |
| 10                                                                  | 10                                                                    | 5                                                                       |

Kanada nahm an den Olympischen Winterspielen 2014 in Sotschi mit 221 Athleten in 14 Sportarten teil. Chef de Mission war Steve Podborski. Fahnenträger der kanadischen Delegation bei der Eröffnungszeremonie war die Eishockeyspielerin Hayley Wickenheiser, welche mit ihrer Mannschaft die Olympiasiege von 2006 und 2010 erfolgreich verteidigen konnte. Bei der Abschlussfeier trugen die beiden Bobfahrerinnen Kaillie Humphries und Heather Moyse, welche sich im Zweierbob-Wettbewerbe den Olympiasieg sichern konnten, die Fahne.
Mit zehn Gold-, zehn Silber- und fünf Bronzemedaillen war Kanada die dritterfolgreichste Nation bei den Spielen hinter Russland und Norwegen. Von den Aberkennungen von russischen Medaillen aufgrund von Doping und der dadurch geschehenen Neuvergabe von Medaillen waren kanadische Sportler nicht beteiligt. Die meisten Medaillen gewannen kanadische Athleten beim Freestyle-Skiing: neun der insgesamt 25 Medaillen wurden in dieser Disziplin gewonnen, davon vier Goldmedaillen. Es ist keinen kanadischen Olympiasieger gelungen neben den Olympiasieg noch eine weitere Medaille zu gewinnen. Zwei Medaillen konnten nur der Eiskunstläufer Patrick Chan, das Eistanzpaar Tessa Virtue und Scott Moir (jeweils 2 × Bronze) und der Eisschnellläufer Denny Morrison (1 × Silber, 1 × Bronze) gewinnen.

## Medaillen

### Medaillenspiegel
| Rang   | Sportart         | G  | S  | B  | Gesamt |
| ------ | ---------------- | -- | -- | -- | ------ |
| 1      | Freestyle-Skiing | 04 | 04 | 01 | 09     |
| 2      | Curling          | 02 | —  | —  | 02     |
| 2      | Eishockey        | 02 | —  | —  | 02     |
| 4      | Shorttrack       | 01 | 01 | 01 | 03     |
| 5      | Bobsport         | 01 | —  | —  | 01     |
| 6      | Eiskunstlauf     | —  | 03 | —  | 03     |
| 7      | Snowboard        | —  | 01 | 01 | 02     |
| 7      | Eisschnelllauf   | —  | 01 | 01 | 02     |
| 9      | Ski Alpin        | —  | —  | 01 | 01     |
| Gesamt | Gesamt           | 10 | 10 | 05 | 25     |

### Medaillengewinner
| Sportler | Sportart         | Wettkampf      | Datum            |
| Gold | Gold             | Gold           | Gold             |
| --- | ---------------- | -------------- | ---------------- |
| Justine Dufour-Lapointe | Freestyle-Skiing | Buckelpiste    | 8. Februar 2014  |
| Alexandre Bilodeau | Freestyle-Skiing | Buckelpiste    | 10. Februar 2014 |
| Charles Hamelin | Shorttrack       | 500 m          | 10. Februar 2014 |
| Dara Howell | Freestyle-Skiing | Slopestyle     | 11. Februar 2014 |
| Kaillie Humphries Heather Moyse | Bobsport         | Zweierbob      | 19. Februar 2014 |
| Jennifer Jones Kaitlyn Lawes Dawn McEwen Jill Officer Kirsten Wall | Curling          | Frauen         | 20. Februar 2014 |
| Meghan Agosta-Marciano Gillian Apps Mélodie Daoust Laura Fortino Jayna Hefford Haley Irwin Brianne Jenner Rebecca Johnston Charline Labonté Geneviève Lacasse Jocelyne Larocque Meaghan Mikkelson Caroline Ouellette Marie-Philip Poulin Lauriane Rougeau Natalie Spooner Shannon Szabados Jennifer Wakefield Catherine Ward Tara Watchorn Hayley Wickenheiser | Eishockey        | Frauen         | 20. Februar 2014 |
| Marielle Thompson | Freestyle-Skiing | Skicross       | 21. Februar 2014 |
| Caleb Flaxey Ryan Fry E. J. Harnden Ryan Harnden Brad Jacobs | Curling          | Männer         | 21. Februar 2014 |
| Jamie Benn Patrice Bergeron Jay Bouwmeester Jeff Carter Sidney Crosby Drew Doughty Matt Duchene Ryan Getzlaf Dan Hamhuis Carey Price Duncan Keith Chris Kunitz Roberto Luongo Patrick Marleau Rick Nash Corey Perry Alex Pietrangelo Patrick Sharp Mike Smith Martin St. Louis P. K. Subban John Tavares Jonathan Toews Marc-Édouard Vlasic Shea Weber         | Eishockey        | Männer         | 23. Februar 2014 |
| Silber |                  |                |                  |
| Chloé Dufour-Lapointe | Freestyle-Skiing | Buckelpiste    | 8. Februar 2014  |
| Patrick Chan Kaetlyn Osmond Meagan Duhamel Eric Radford Kevin Reynolds Tessa Virtue Scott Moir Kirsten Moore-Towers Dylan Moscovitch | Eiskunstlauf     | Teamwettbewerb | 9. Februar 2014  |
| Mikaël Kingsbury | Freestyle-Skiing | Buckelpiste    | 10. Februar 2014 |
| Denny Morrison | Eisschnelllauf   | 1000 m         | 12. Februar 2014 |
| Patrick Chan | Eiskunstlauf     | Einzel         | 14. Februar 2014 |
| Dominique Maltais | Snowboard        | Snowboardcross | 16. Februar 2014 |
| Tessa Virtue Scott Moir | Eiskunstlauf     | Eistanz        | 17. Februar 2014 |
| Marie-Ève Drolet Jessica Hewitt Valérie Maltais Marianne St-Gelais | Shorttrack       | Staffel        | 18. Februar 2014 |
| Mike Riddle | Freestyle-Skiing | Halfpipe       | 18. Februar 2014 |
| Kelsey Serwa | Freestyle-Skiing | Skicross       | 21. Februar 2014 |
| Bronze |                  |                |                  |
| Mark McMorris | Snowboard        | Slopestyle     | 8. Februar 2014  |
| Kim Lamarre | Freestyle-Skiing | Slopestyle     | 11. Februar 2014 |
| Denny Morrison | Eisschnelllauf   | 1500 m         | 15. Februar 2014 |
| Jan Hudec | Ski Alpin        | Super-G        | 16. Februar 2014 |
| Charle Cournoyer | Shorttrack       | 500 m          | 21. Februar 2014 |

## Sportarten

### Biathlon
| Frauen - Rosanna Crawford - 7,5 km Sprint: 25. Platz - 10 km Verfolgung: 45. Platz - 15 km Einzel: 67. Platz - Staffel: 8. Platz - Mixed-Staffel: 11. Platz - Megan Imrie - 7,5 km Sprint: 31. Platz - 10 km Verfolgung: 28. Platz - 12,5 km Massenstart: 27. Platz - 15 km Einzel: 30. Platz - Staffel: 8. Platz - Mixed-Staffel: 11. Platz - Zina Kocher - 7,5 km Sprint: 32. Platz - 10 km Verfolgung: 25. Platz - 15 km Einzel: 63. Platz - Staffel: 8. Platz - Megan Heinicke - 7,5 km Sprint: 59. Platz - 10 km Verfolgung: DNF - 15 km Einzel: 51. Platz - Staffel: 8. Platz | Männer - Jean-Philippe Leguellec - 10 km Sprint: 5. Platz - 12,5 km Verfolgung: 26. Platz - 15 km Massenstart: 10. Platz - 20 km Einzel: 34. Platz - Staffel: 7. Platz - Scott Perras - 10 km Sprint: 73. Platz - 20 km Einzel: 58. Platz - Staffel: 7. Platz - Mixed-Staffel: 11. Platz - Brendan Green - 10 km Sprint: 23. Platz - 12,5 km Verfolgung: 35. Platz - 15 km Massenstart: 9. Platz - 20 km Einzel: 21. Platz - Staffel: 7. Platz - Mixed-Staffel: 11. Platz - Nathan Smith - 10 km Sprint: 13. Platz - 12,5 km Verfolgung: 11. Platz - 15 km Massenstart: DNF - 20 km Einzel: 25. Platz - Staffel: 7. Platz |

### Bob
Die Anschieber der Zweierbobs der Männer werden erst kurz vor Beginn des Wettkampfes festgelegt.
| Frauen (Zweierbob) - Jennifer Ciochetti & - Chelsea Valois - Kaillie Humphries & - Heather Moyse | Männer - Justin Kripps Zweierbob Viererbob - Bryan Barnett Zweierbob Viererbob - James McNaughton Viererbob - Tim Randal Viererbob | Männer - Chris Spring Zweierbob Viererbob - Jesse Lumsden Zweierbob Viererbob - Benjamin Coakwell Viererbob - Cody Sorensen Viererbob | Männer - Lyndon Rush Zweierbob Viererbob - Lascelles Brown Zweierbob Viererbob - David Bissett Viererbob - Neville Wright Viererbob |

### Curling
Das Frauenteam wird vom Team des Madison Curling Club repräsentiert, das der Männer vom Team des Duluth Curling Club.
| Frauen - Jennifer Jones - Kaitlyn Lawes - Jill Officer - Dawn McEwen - Kirsten Wall - Gold | Männer - Brad Jacobs - Ryan Fry - E. J. Harnden - Ryan Harnden - Caleb Flaxey - Gold |

### Eishockey
Frauen
| - Gold Torhüterinnen: - Charline Labonté (Stars de Montréal) - Geneviève Lacasse (Boston Blades) - Shannon Szabados (NAIT Ooks) Verteidigerinnen: - Laura Fortino (Cornell Big Red) - Jocelyne Larocque (Calgary Inferno) - Meaghan Mikkelson (Calgary Inferno) - Lauriane Rougeau (Cornell Big Red) - Catherine Ward (Montréal Stars) - Tara Watchorn (Calgary Inferno) | Stürmerinnen: - Meghan Agosta-Marciano (Stars de Montréal) - Gillian Apps (Brampton Thunder) - Mélodie Daoust (McGill Martlets) - Jayna Hefford (Brampton Thunder) - Haley Irwin (Stars de Montréal) - Brianne Jenner (Cornell Big Red) - Rebecca Johnston (Toronto Furies) - Caroline Ouellette (Montréal Stars) - Marie-Philip Poulin (Boston University Terriers) - Natalie Spooner (Toronto Furies) - Jennifer Wakefield (Toronto Furies) - Hayley Wickenheiser (Calgary Dinos) |

Männer
| - Gold Torhüter: - Roberto Luongo (Vancouver Canucks) - Carey Price (Canadiens de Montréal) - Mike Smith (Phoenix Coyotes) Verteidiger: - Jay Bouwmeester (St. Louis Blues) - Drew Doughty (Los Angeles Kings) - Dan Hamhuis (Vancouver Canucks) - Duncan Keith (Chicago Blackhawks) - Alex Pietrangelo (St. Louis Blues) - P. K. Subban (Canadiens de Montreal) - Marc-Edouard Vlasic (San Jose Sharks) - Shea Weber (Nashville Predators) | Stürmer: - Jamie Benn (Dallas Stars) - Patrice Bergeron (Boston Bruins) - Jeff Carter (Los Angeles Kings) - Sidney Crosby (Pittsburgh Penguins) - Matt Duchene (Colorado Avalanche) - Ryan Getzlaf (Anaheim Ducks) - Chris Kunitz (Pittsburgh Penguins) - Patrick Marleau (San Jose Sharks) - Rick Nash (New York Rangers) - Corey Perry (Anaheim Ducks) - Patrick Sharp (Chicago Blackhawks) - Martin St. Louis (Tampa Bay Lightning) - John Tavares (New York Islanders) - Jonathan Toews (Chicago Blackhawks) |

### Eiskunstlauf
| Frauen - Gabrielle Daleman 17. Platz - Kaetlyn Osmond Team-Wettbewerb: Silber 13. Platz | Männer - Patrick Chan (Anm. 1) Team-Wettbewerb: Silber Silber - Liam Firus 28. Platz - Kevin Reynolds (Anm. 1) Team-Wettbewerb: Silber 10. Platz |

| Paarlauf - Meagan Duhamel, Eric Radford Team-Wettbewerb: Silber 7. Platz - Paige Lawrence, Rudi Swiegers 14. Platz - Kirsten Moore-Towers, Dylan Moscovitch 5. Platz | Eistanz - Alexandra Paul, Mitchell Islam 18. Platz - Tessa Virtue, Scott Moir Team-Wettbewerb: Silber Eistanz: Silber - Kaitlyn Weaver, Andrew Poje 7. Platz |

### Eisschnelllauf
| Frauen - Ivanie Blondin 3000 m: 24. Platz 5000 m: 14. Platz Teamverfolgung: 5. Platz - Anastasia Bucsis 500 m: 28. Platz - Kali Christ 1000 m: 21. Platz 1500 m: 16. Platz Teamverfolgung: 5. Platz - Marsha Hudey 500 m: 32. Platz - Kaylin Irvine 1000 m: 18. Platz - Christine Nesbitt 500 m: 12. Platz 1000 m: 9. Platz 1500 m: 17. Platz Teamverfolgung: 5. Platz - Brittany Schussler 1000 m: 30. Platz 1500 m: 26. Platz 3000 m: 19. Platz Teamverfolgung: 5. Platz - Brianne Tutt 1500 m: 35. Platz - Danielle Wotherspoon-Gregg 500 m: 33. Platz | Männer - Vincent De Haître 1000 m: 20. Platz 1500 m: 33. Platz - William Dutton 500 m: 14. Platz 1000 m: 26. Platz - Mathieu Giroux 1500 m: 19. Platz 5000 m: 22. Platz Teamverfolgung: 4. Platz - Jamie Gregg 500 m: 11. Platz - Gilmore Junio 500 m: 10. Platz - Lucas Makowsky 1500 m: 28. Platz Teamverfolgung: 4. Platz - Denny Morrison 1000 m: Silber 1500 m: Bronze Teamverfolgung: 4. Platz - Muncef Ouardi 500 m: 25. Platz 1000 m: 32. Platz |

### Freestyle-Skiing
Frauen
| Skicross - Kelsey Serwa Silber - Georgia Simmerling 14. Platz - Marielle Thompson Gold | Moguls - Chloé Dufour-Lapointe Silber - Justine Dufour-Lapointe Gold - Maxime Dufour-Lapointe 12. Platz - Audrey Robichaud 10. Platz | Halfpipe - Rosalind Groenewoud 7. Platz - Keltie Hansen 13. Platz | Slopestyle - Dara Howell Gold - Kim Lamarre Bronze - Yuki Tsubota 6. Platz - Kaya Turski 19. Platz |

Männer
| Skicross - Christopher Del Bosco 17. Platz - David Duncan 26. Platz - Brady Leman 4. Platz | Moguls - Alexandre Bilodeau Gold - Marc-Antoine Gagnon 4. Platz - Mikaël Kingsbury Silber - Philippe Marquis 9. Platz | Halfpipe - Noah Bowman 5. Platz - Justin Dorey 12. Platz - Matt Margetts 15. Platz - Mike Riddle Silber | Slopestyle - Alex Beaulieu-Marchand 12. Platz | Aerials - Travis Gerrits 7. Platz |

### Rodeln
| Frauen - Alex Gough 4. Platz - Arianne Jones 13. Platz - Kimberley McRae 5. Platz | Männer - Samuel Edney 11. Platz - John Fennell 27. Platz - Mitchel Malyk 26. Platz | Doppelsitzer - Tristan Walker & - Justin Snith 4. Platz | Mixed-Teamstaffel - Samuel Edney - Alex Gough - Tristan Walker - Justin Snith 4. Platz |

### Shorttrack
| Frauen - Marie-Ève Drolet 1000 m 1500 m 3000 m Staffel - Jessica Hewitt 500 m 3000 m Staffel - Valérie Maltais 500 m 1000 m 1500 m 3000 m Staffel - Marianne St-Gelais 500 m 1000 m 1500 m 3000 m Staffel - Jessica Gregg 3000 m Staffel | Männer - Charle Cournoyer 500 m 1000 m 5000 m Staffel - Michael Gilday 1500 m 5000 m Staffel - Charles Hamelin 500 m 1000 m 1500 m 5000 m Staffel - François Hamelin 1500 m 5000 m Staffel - Olivier Jean 500 m Staffel 1000 m 5000 m Staffel |

### Skeleton
| Frauen - Mellisa Hollingsworth 11. Platz - Sarah Reid 7. Platz | Männer - Eric Neilson 13. Platz - John Fairbairn 7. Platz |

### Ski Alpin
| Frauen - Marie-Michèle Gagnon - Erin Mielzynski - Brittany Phelan - Marie-Pier Préfontaine - Elli Terwiel - Larisa Yurkiw | Männer - Phil Brown - Erik Guay - Jan Hudec - Michael Janyk - Trevor Philp - Morgan Pridy - Manuel Osborne-Paradis - Brad Spence - Benjamin Thomsen |

### Skilanglauf
| Frauen - Amanda Ammar 10 km: 55. Platz 30 km: 49. Platz Skiathlon: 55. Platz - Chandra Crawford Sprint: 44. Platz - Daria Gaiazova Sprint: 25. Platz 10 km: 44. Platz Staffel: 14. Platz Teamsprint: 11. Platz - Perianne Jones Sprint: 23. Platz Staffel: 14. Platz Teamsprint: 11. Platz - Emily Nishikawa 30 km: 47. Platz Skiathlon: 42. Platz Staffel: 14. Platz - Brittany Webster 10 km: 42. Platz 30 km: 46. Platz Skiathlon: 51. Platz Staffel: 14. Platz - Heidi Widmer Sprint: 43. Platz 10 km: 57. Platz 30 km: 52. Platz | Männer - Alex Harvey Sprint: 19. Platz 15 km: DNF 50 km: 19. Platz Skiathlon: 17. Platz Teamsprint: 12. Platz - Devon Kershaw Sprint: 56. Platz 15 km: 35. Platz Teamsprint: 12. Platz - Ivan Babikov 15 km: 39. Platz 50 km: 20. Platz Skiathlon: 24. Platz Staffel: 12. Platz - Len Väljas Sprint: 36. Platz Staffel: 12. Platz - Jesse Cockney Sprint: 53. Platz 50 km: 56. Platz Staffel: 12. Platz - Graeme Killick 15 km: 65. Platz 50 km: 28. Platz Skiathlon: 44. Platz Staffel: 12. Platz |

### Skispringen
| Frauen - Taylor Henrich - Atsuko Tanaka | Männer - MacKenzie Boyd-Clowes - Dusty Korek - Trevor Morrice - Matthew Rowley |

### Snowboard
Frauen
| Parallel-Riesenslalom - Caroline Calvé 6. Platz - Ariane Lavigne 8. Platz - Marianne Leeson 5. Platz | Parallelslalom - Ariane Lavigne 17. Platz - Caroline Calvé 26. Platz - Marianne Leeson 27. Platz | Snowboardcross - Dominique Maltais Silber - Maëlle Ricker 21. Platz | Slopestyle - Spencer O’Brien 12. Platz - Jenna Blasman 19. Platz | Halfpipe - Alexandra Duckworth 17. Platz - Mercedes Nicoll 25. Platz - Katie Tsuyuki 13. Platz |

Männer
| Parallel-Riesenslalom - Jasey-Jay Anderson 14. Platz - Michael Lambert 27. Platz - Matthew Morison 15. Platz | Parallelslalom - Jasey-Jay Anderson 15. Platz - Michael Lambert 16. Platz - Matthew Morison 18. Platz | Snowboardcross - Robert Fagan 25. Platz - Kevin Hill 8. Platz - Jake Holden 25. Platz - Chris Robanske 17. Platz | Slopestyle - Mark McMorris Bronze - Maxence Parrot 5. Platz - Charles Reid 22. Platz - Sébastien Toutant 9. Platz | Halfpipe - Crispin Lipscomb 23. Platz - Derek Livingston 19. Platz - Brad Martin 39. Platz |